# João da Cruz Vicente de Azevedo
João da Cruz Vicente de Azevedo (São Paulo, 1925 - 2020) é um advogado, empresário e colecionador brasileiro. Foi presidente do Museu de Arte de São Paulo (MASP). Neto de Francisco de Paula Vicente de Azevedo, primeiro e único barão de Bocaina, herdou dos avós uma coleção de obras de arte em que se destacam pinturas de Benedito Calixto. Como colecionador, interessa-se pela iconografia paulistana do século XIX. Foi presidente da Sociedade dos Amigos da Arte de São Paulo (SOCIARTE) durante o biênio 1972/1973 e atualmente é sócio emérito da instituição.

## Carreira
Ocupou durante doze anos o cargo de secretário-geral do MASP durante a gestão Júlio Neves (1994-2008). Em novembro de 2008, encabeçando chapa única, foi eleito presidente do MASP por 41 dos 71 votos do conselho diretor para um mandato de dois anos. A colecionadora Beatriz Pimenta de Camargo foi eleita vice-presidente na mesma chapa. Beatriz Camargo sucedeu Vicente de Azevedo na presidência do Museu.